# کله اوکرک
کله اوکرک (انگلیسی: Kele Okereke؛ زادهٔ ۱۳ اکتبر ۱۹۸۱) خواننده-ترانه‌پرداز، گیتارنواز، آهنگ‌ساز، و خواننده اهل بریتانیا است. وی از سال ۱۹۹۹ میلادی تاکنون مشغول فعالیت بوده‌است. وی خواننده و گیتاریست بند ایندی راک بلوک پارتی است.